# Régisseur général
Pour les articles homonymes, voir Régisseur.
En cinéma et télévision, le régisseur général, collaborateur direct du directeur de production, est le responsable de l'organisation matérielle et logistique d'un tournage.

## Travail
Il intervient dès la préparation du tournage en participant aux repérages des décors (lieux de tournage).
Sa mission est de permettre le tournage sur les décors repérés. Cela comprend donc les demandes d'autorisations de tournage auprès de particuliers, des autorités (mairie, préfecture de police, DDT...), l'organisation des accès et le stationnement des véhicules techniques (camion machinerie, éclairage, régie, loges, cantine, ...), l'organisation du transport et de l'hébergement des techniciens et des comédiens, etc.
Pendant le tournage, il doit assurer la coordination de diverses opérations prévues au plan de travail et autres plannings. Il doit donc organiser les transports (de comédiens, d'intervenants, ...), la prise en charge et les rendus de matériels, et de manière générale régler les problèmes pratiques.
Il est assisté d'un régisseur adjoint et d'auxiliaires régie plus ou moins nombreux selon l'ampleur du projet.
Il travaille en étroite collaboration avec le 1er assistant réalisateur ainsi que les différents chefs de poste. Avec le 1er assistant réalisateur, il élabore chaque jour  la feuille de service pour le lendemain.
En évènementiel le régisseur général est le responsable terrain de la mise en œuvre des différentes installations audiovisuelles, de la lumière, de la décoration et des services associés (diffusion satellite, montage de structure temporaire, shooting photo, gestion des flux du public, sécurité incendie...) 
Son rôle est de s'appuyer sur le savoir-faire de chaque responsable de secteur tout en ayant une vision d'ensemble qui lui permet d'apporter une gestion globale de l’événement.
Il doit tout mettre en œuvre pour trouver les solutions techniques à tous les problèmes rencontrés lors du montage ou de l'exploitation d'une telle manifestation.
Durant la manifestation il n'est pas rare qu'il soit également chargé du service des hôtesses, de la coordination des traiteurs et des différents prestataires techniques ainsi que la relation directe avec les autorités du lieu où se déroule l’évènement.
En France, que ce soit en cinéma, en télévision, le régisseur général travaille la plupart du temps sous le régime de l'intermittence.